# قانون یک‌سوم

یک عکس که با استفاده از نسبت یک‌سوم، کادربندی شده.

یک تصویر با استفاده و بدون استفاده از قانون یک‌سوم.

قانون یک‌سوم یا نسبت یک‌سوم (به انگلیسی: Rule Of Thirds) قانونی در عکاسی و نقاشی است که تاکید می‌کند، قرار گرفتن عناصر مهم تصویر در محل برخورد خطوط افقی و عمودی که تصویر را به سه قسمت تقسیم می‌کنند، بیش‌ترین توجه را جلب می‌کند.
اگر عکس را از دو راستا به سه قسمت مساوی تقسیم کنیم، هرکدام از خط‌ها، یک مسیر مهم و هرکدام از نقاط برخورد، یک نقطهٔ مهم در عکس هستند و بهتر است که نقاط کلیدی و مفهومی تصویر بر روی این نقاط و خطوط ثبت شود.
قانون یک سوم با تراز کردن سوژه با خطوط راهنما و نقاط تقاطع آنها، قرار دادن افق در خط بالا یا پایین، یا اجازه دادن به ویژگی‌های خطی در تصویر که از بخشی به بخش دیگر جریان داشته باشند، اعمال می‌شود. دلیل اصلی رعایت قانون یک سوم، جلوگیری از قرار دادن سوژه در مرکز یا جلوگیری از تقسیم تصویر به دو نیم توسط افق است. مایکل رایان و ملیسا لنوس، نویسندگان کتاب «مقدمه‌ای بر تحلیل فیلم: تکنیک و معنا در فیلم روایی»، اظهار می‌کنند که استفاده از قانون یک سوم «مورد علاقه فیلمبرداران در تلاش برای طراحی تصاویر متعادل و یکپارچه است» (صفحه ۴۰).
قانون یک سوم در عکاسی یکی از اصول پایه در ترکیب‌بندی است که به عکاس کمک می‌کند تا تصاویر جذاب‌تر و متعادل‌تری بگیرد طبق این قانون تصویر به کمک دو خط افقی و دو خط عمودی به نه قسمت مساوی تقسیم می‌شود عکاس باید سوژه‌های مهم تصویر را در نقاط تلاقی این خطوط یا در امتداد یکی از خطوط قرار دهد به جای این که آن‌ها را در مرکز تصویر بگذارد

## کمک‌های قانون یک سوم
تعادل بصری: وقتی سوژه در نقاط تلاقی یا خطوط قرار می‌گیرد تصویر تعادل بیشتری دارد و از نظر بصری جذاب‌تر است
توجه بیشتر به سوژه: این قانون باعث می‌شود که چشم بیننده به طور طبیعی به سمت نقاط تلاقی هدایت شود و تمرکز بیشتری بر روی سوژه‌ها داشته باشد
پویایی بیشتر تصاویر: با رعایت این قانون کمتر ایستا و خشک به نظر می‌رسند و حس حرکت و پویایی را به بیننده القا می‌کنند
این تکنیک به شما کمک می‌کند تا ترکیب‌بندی‌های بهتری ایجاد کنید و عکس‌هایتان از لحاظ بصری حرفه‌ای‌تر به نظر برسند.

## نگارخانه
مجموعه عکس‌هایی که از قانون یک سوم گرفته شده‌اند:

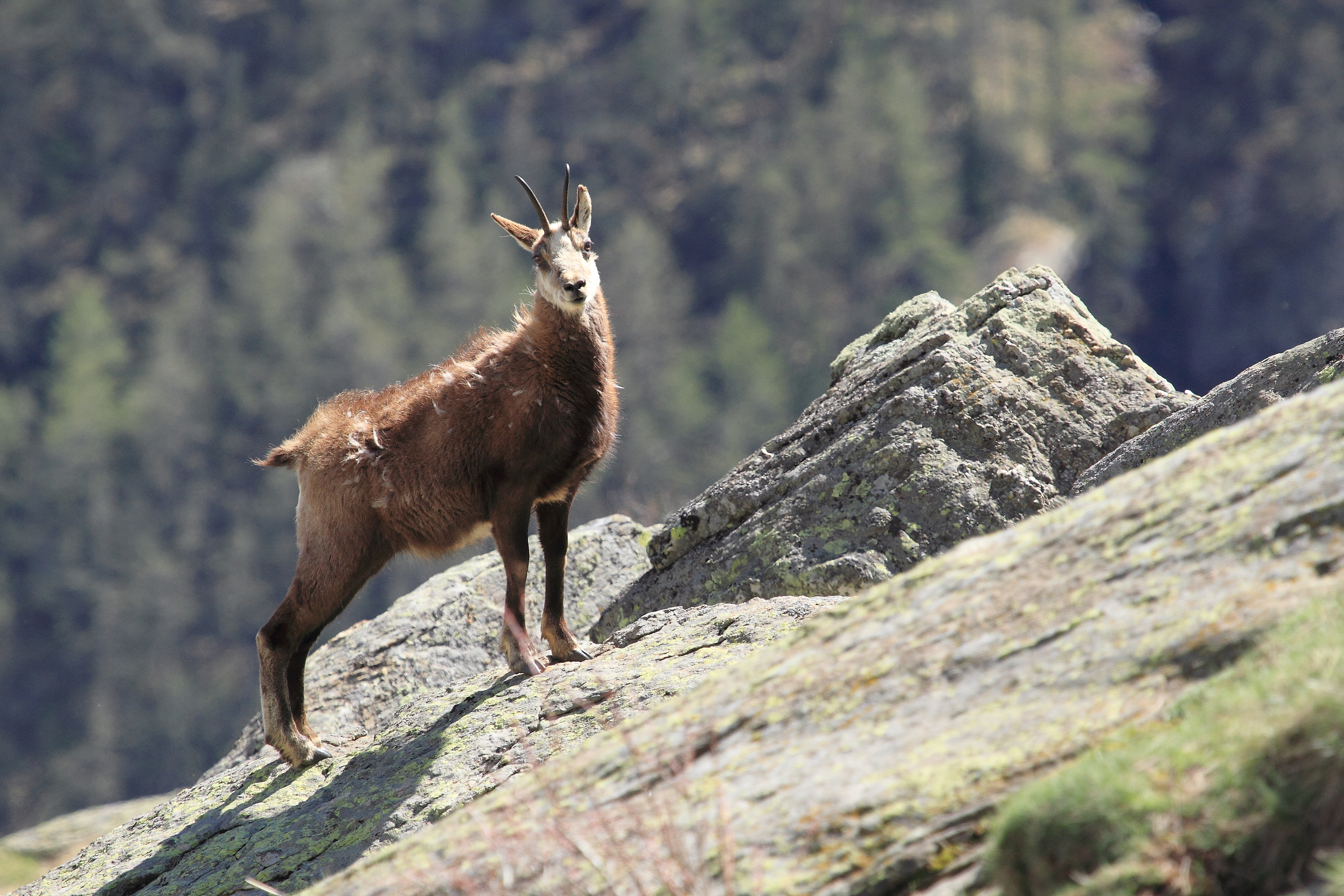
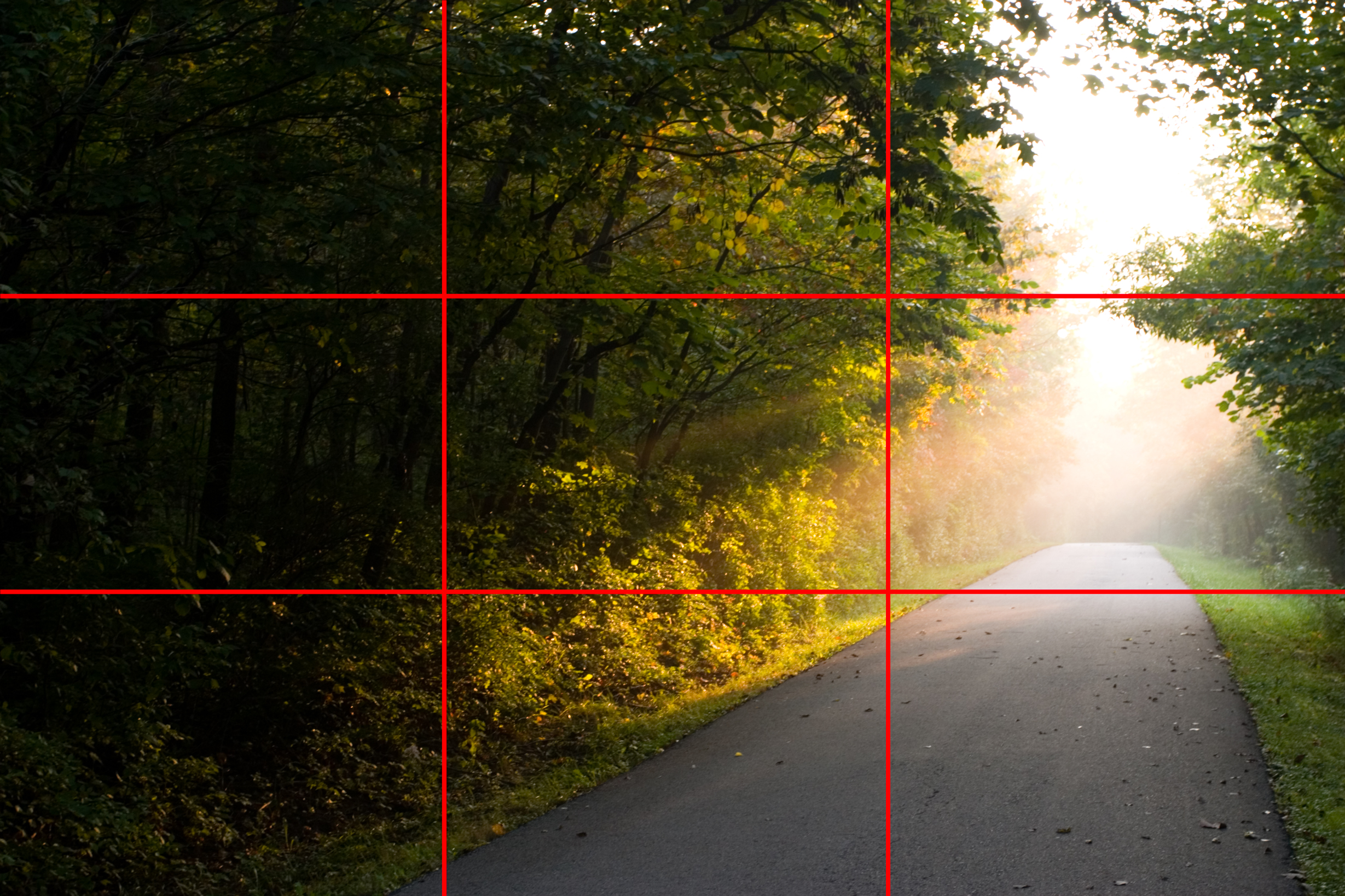
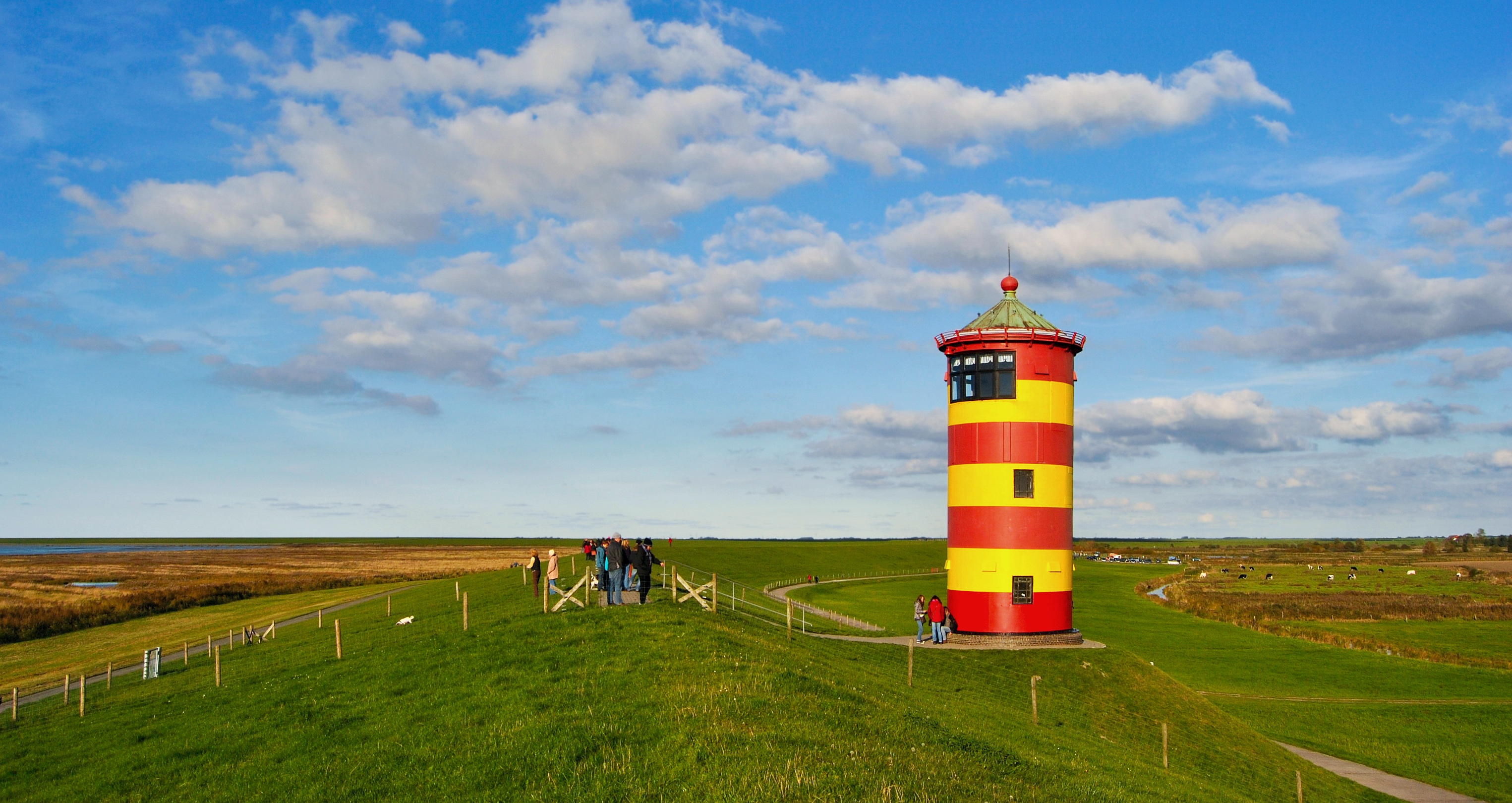
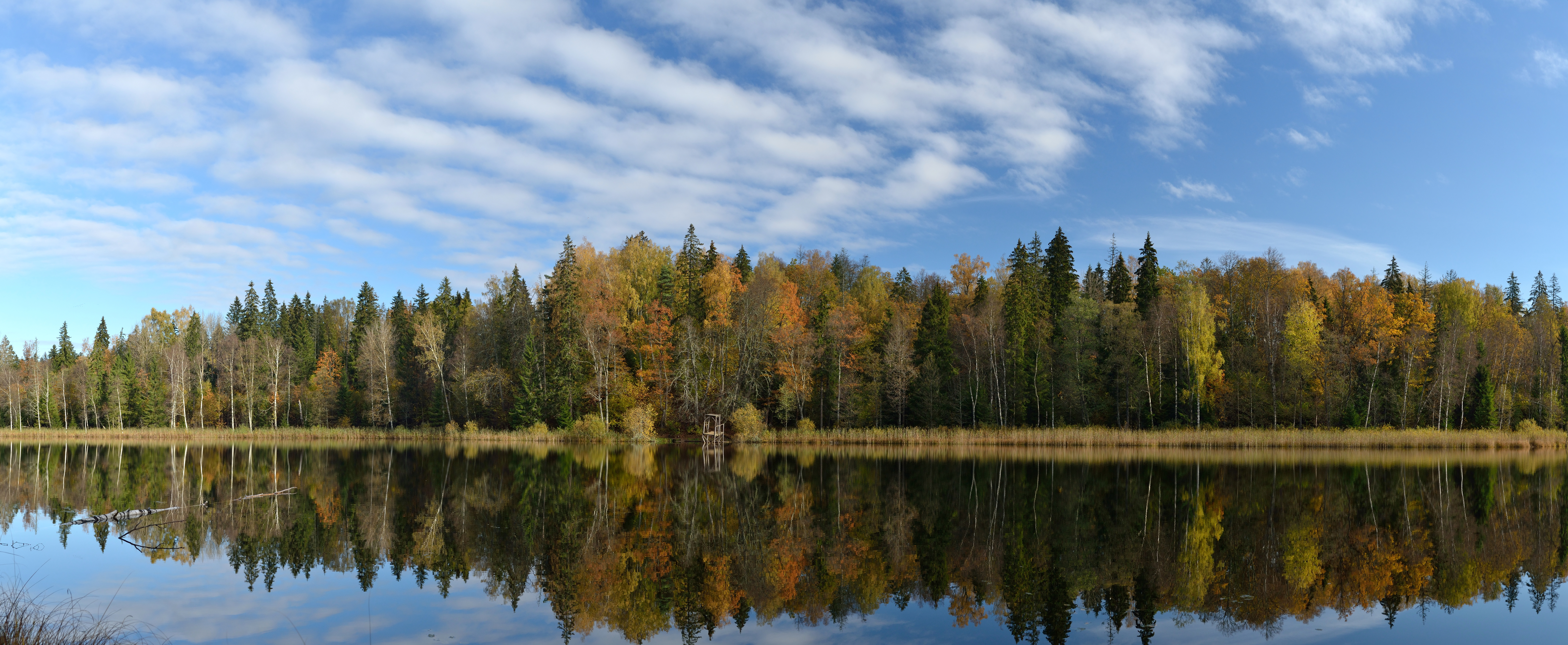
مرز بین آب و جنگل در یک سوم عکس قرار گرفته است
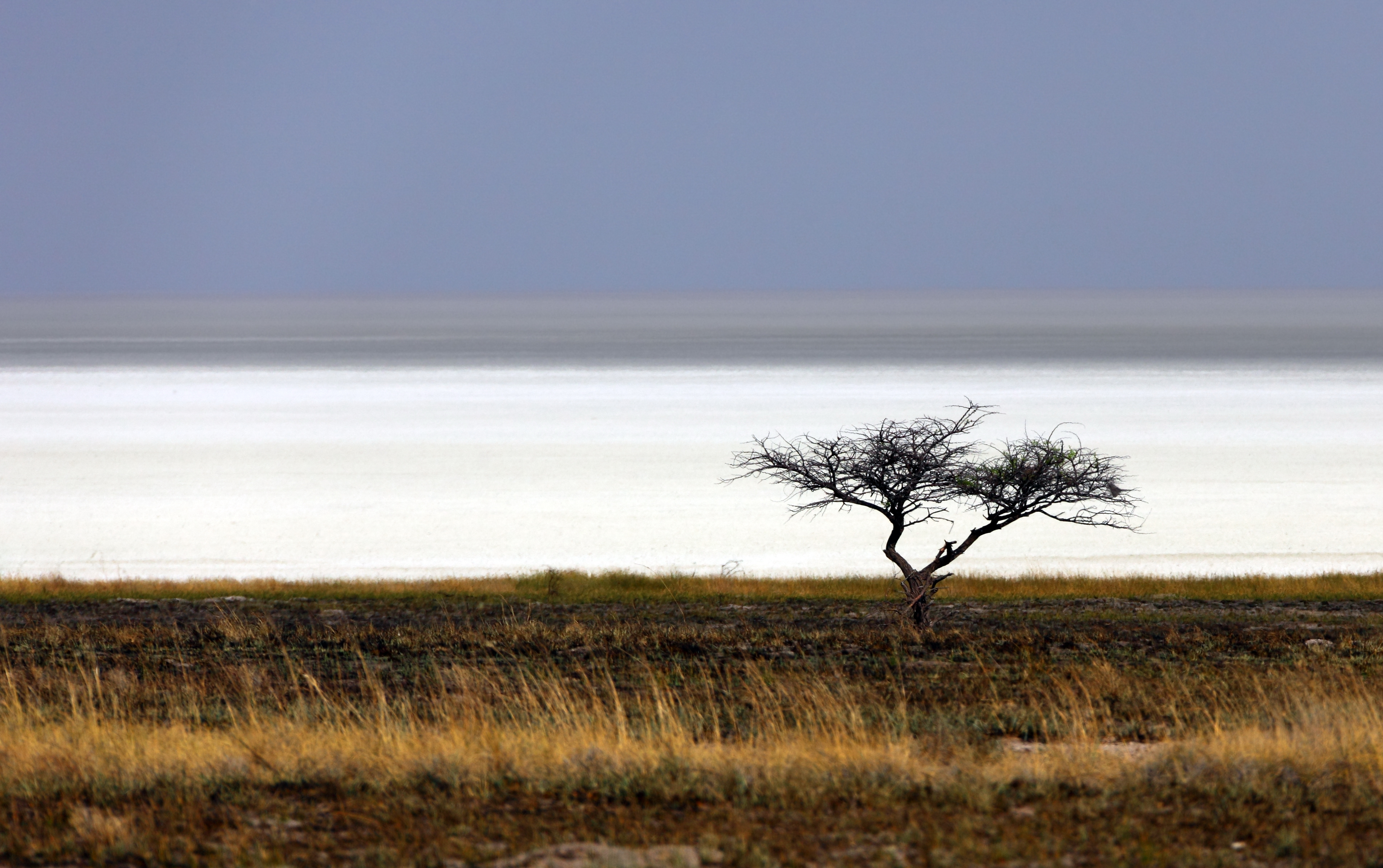
کاربرد معمولی این قانون
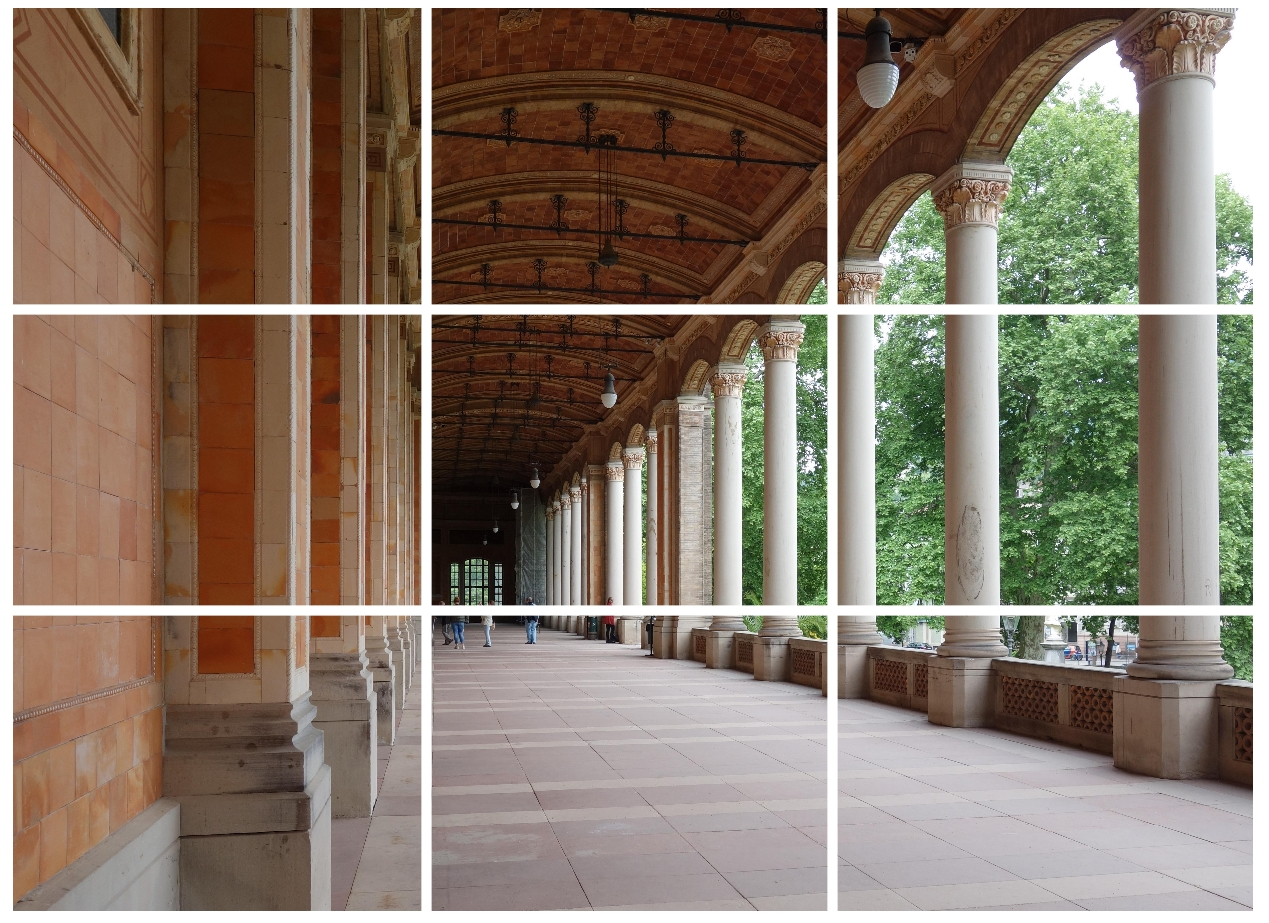
خروجی واندلهال در پارک آبگرم بادن-بادن در یکی از چهار نقطه تقاطع قرار دارد.
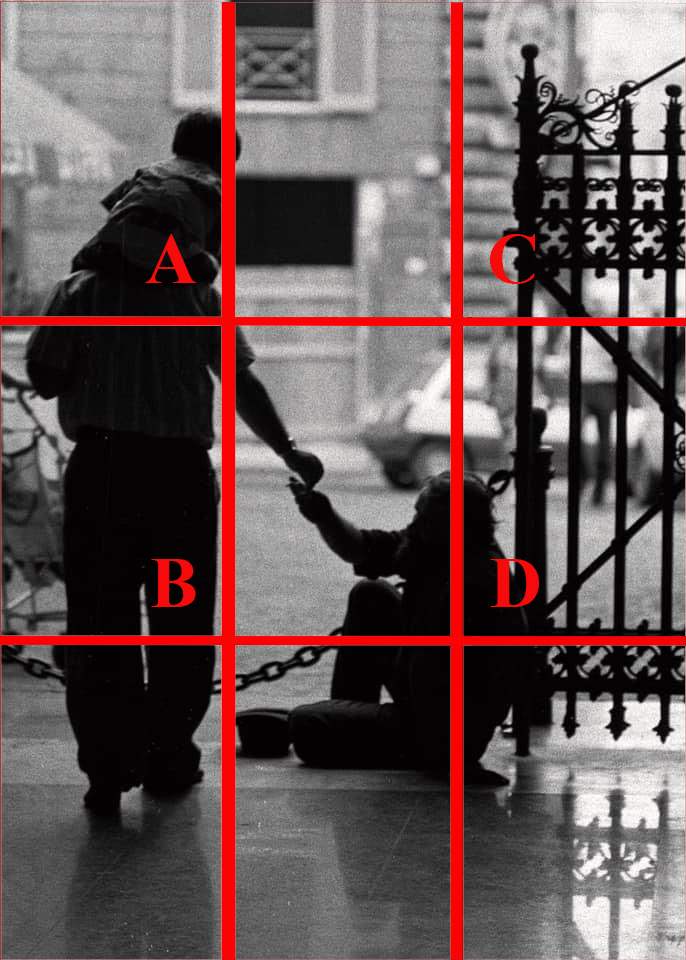
در اینجا نیز عناصری که «گفتن» را در نقاط طلایی قرار داده‌اند: الف روی بچه، ب روی پاهای پدرش و د روی گدا. این سه نقطه به تنهایی برای ناظر داستانی را بیان می‌کند.
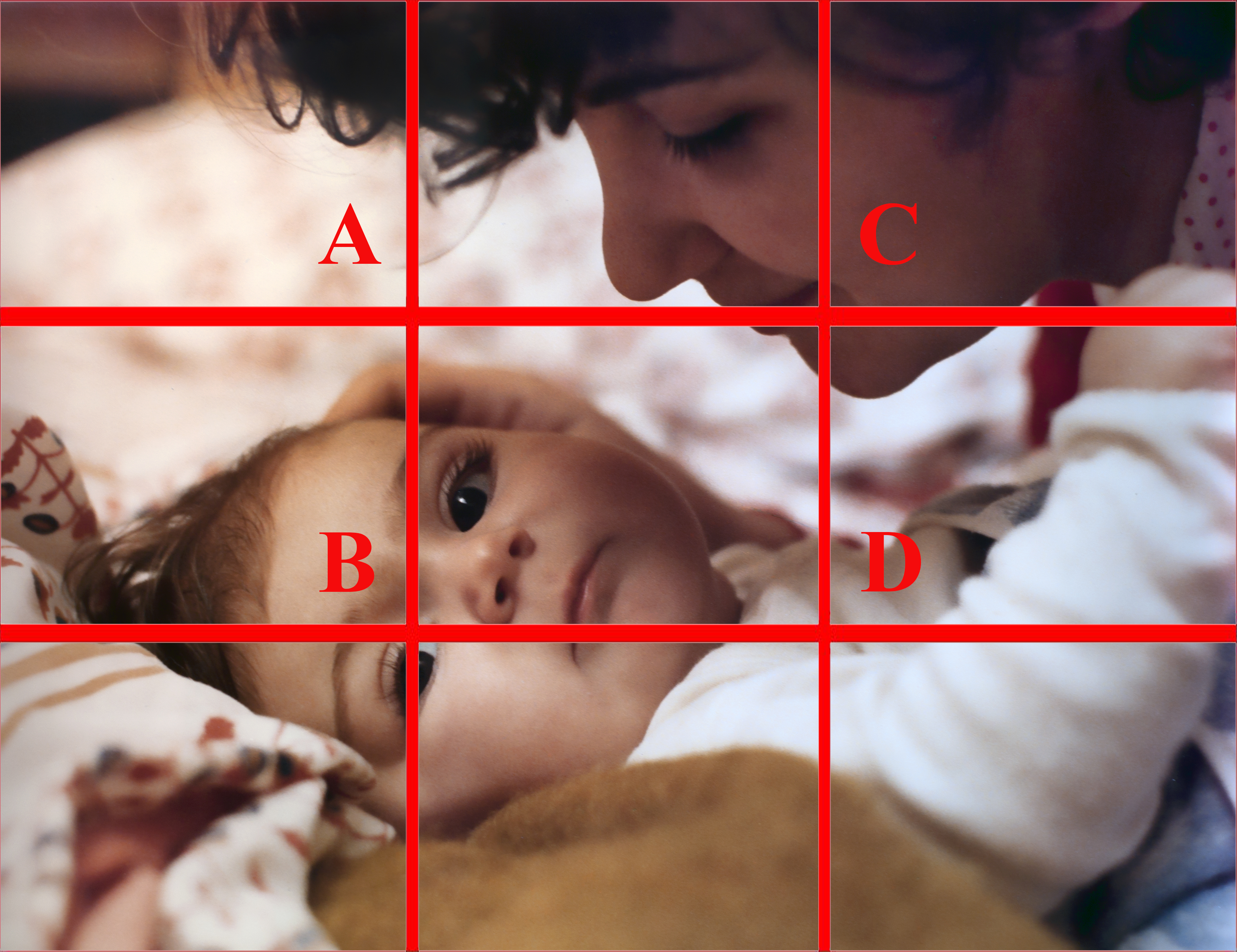
مثالی که در آن برای قرار دادن نقاط طلایی ABCD در ویژگی‌های قابل توجه تصویر انتخاب شده است به طوری که ناظر در مسیر بصری که از نقطه طلایی B شروع می‌شود، از نقطه طلایی C عبور می‌کند و در یک مسیر بی‌نهایت به A باز می‌گردد هدایت می‌شود.
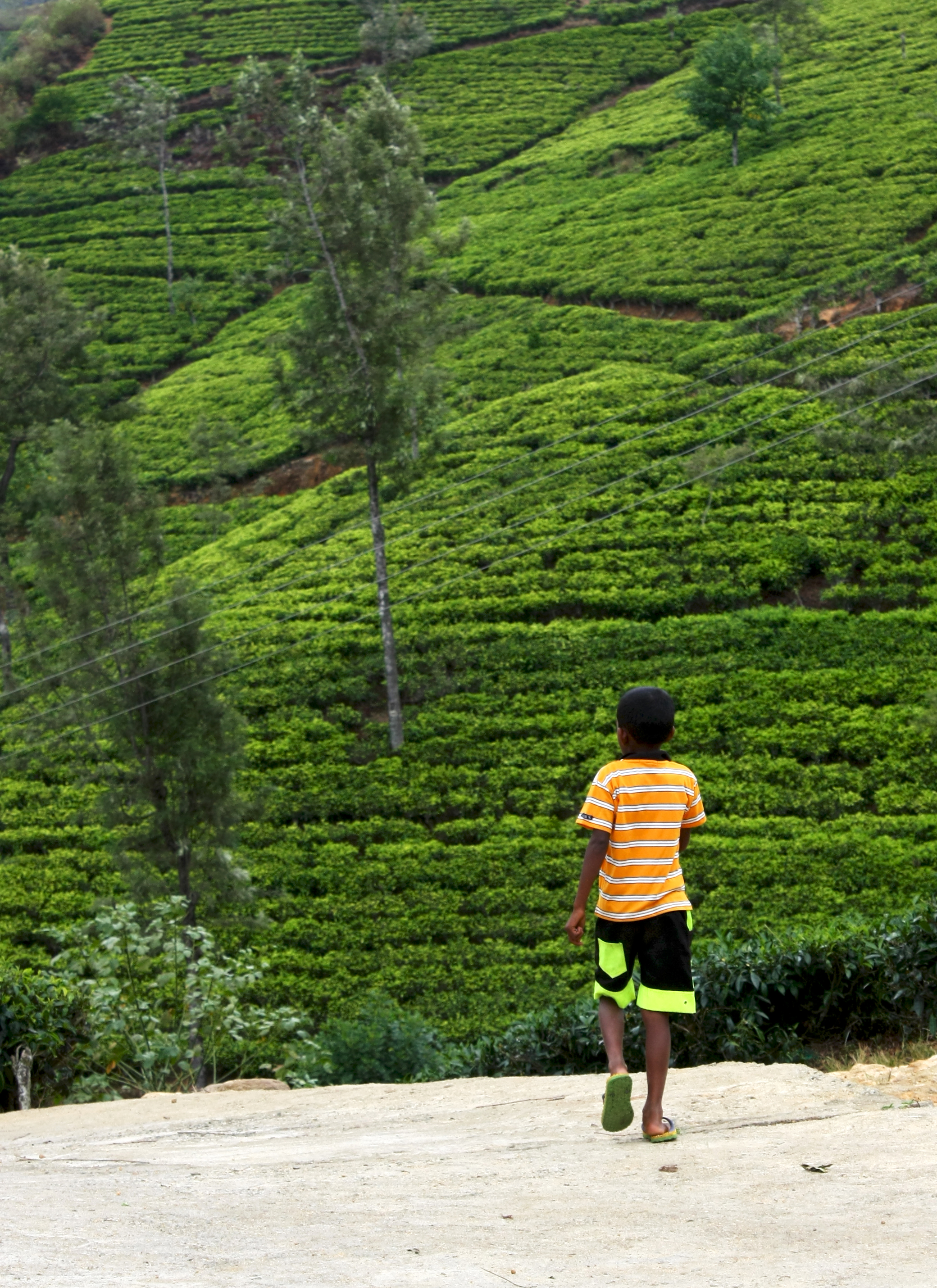
تصویری که استفاده از قانون یک سوم را نشان می‌دهد.